# Does Your Chewing Gum Lose Its Flavour (On the Bedpost Overnight?)
Does Your Chewing Gum Lose Its Flavour (On the Bedpost Overnight?) ist ein Comedy-Song von Lonnie Donegan.

## Geschichte
Der Song wurde 1959 als Single veröffentlicht und stieg am 6. Februar 1959 in die britischen Single-Charts ein, wo er auf Platz drei landete. Auch in den USA war er Donegans größter Charterfolg und erreichte 1961 Platz fünf der Billboard Hot 100.
Der Song ist eine Coverversion von „Does the Spearmint Lose Its Flavor on the Bedpost Overnight?“, geschrieben von Billy Rose, Ernest Breuer und Marty Bloom und erstmals 1924 von The Happiness Boys (Ernie Hare und Billy Jones) veröffentlicht, und später ein Hit für Lulu Belle und Scotty and The Two Gilberts. Auch im Vereinigten Königreich wurde er 1924 von Jeffries & his Rialto Orchestra (mit John Thorne als Sänger) veröffentlicht. Der Inhalt des Liedes ist humorvoll, die Strophen beschreiben jeweils ein dramatisches oder dringendes Szenario, das zur Frage des Titels führt. Eine noch frühere Version des Liedes unter dem Titel „Will Chewing Gum Hold Its Flavor on the Bedpost Overnight?“ erschien 1913 und wurde von dem Burlesque- und Vaudeville-Entertainer Billy Arlington aufgeführt.

## Aufnahmen
Seit der Veröffentlichung von Donegans Version erschien der Song als Smarties-Jingle, als Auftritt in der Muppet Show und wurde von Jiří Grossmann ins Tschechische umgearbeitet. Weitere Versionen des Liedes wurden von The Irish Rovers und Homer & Jethro aufgenommen. Im Jahr 2010 wurde Donegans Version als Hintergrundsong für eine TV-Werbung für die Creme Savlon verwendet.  Ray Stevens hat das Lied als Teil seines Box-Sets The Encyclopedia of Recorded Comedy Music (2012) gecovert.

## Trivia
In Ken Keseys Roman Einer flog über das Kuckucksnest singt die Figur Randle Patrick McMurphy ebenfalls ein paar Zeilen dieses Liedes, als er bemerkt, dass der Chef unter seinem Bett Kaugummi aufbewahrt.
Der Song „Does The Spearmint...“ erscheint in einer Episode der HBO-Serie Boardwalk Empire.
Bruce Springsteen hat den Song als einen seiner Lieblingssongs in seiner Kindheit bezeichnet.